# Naoto Tajima
Naoto Tajima (Osaka, 15 de agosto de 1912 – 4 de dezembro de 1990) foi um atleta japonês, campeão olímpico do salto triplo.
Nos Jogos Olímpicos de Berlim, em 1936, Tajima conquistou a medalha de ouro da prova - a terceira consecutiva por um atleta japonês - estabelecendo um novo recorde olímpico e mundial de 16m00. Sua marca só seria quebrada quatorze anos depois, no Rio de Janeiro, pelo brasileiro Adhemar Ferreira da Silva.
Na mesma competição, ele ficou com a medalha de bronze no salto em distância.
A medalha de Tojima foi a última medalha de ouro conquistada pelo Japão no atletismo dos Jogos Olímpicos, até a vitória de Naoko Takahashi na maratona feminina de Sydney 2000, 64 anos depois.